# Riksdagen 1642
Riksdagen 1642 ägde rum i Stockholm.
Ständerna sammanträdde den 11 januari 1642. Lantmarskalk var Erik Gyllenstierna. Prästeståndets talman var biskop Laurentius Paulinus Gothus. Borgarståndets talman var Peder Gavelius, bondestådets talman Anders Olovsson från Älvkarleby.
Riksdagen avslutades den 3 mars 1642.